# Orconectes quadruncus
Orconectes quadruncus är en kräftdjursart som först beskrevs av Creaser 1933.  Orconectes quadruncus ingår i släktet Orconectes och familjen Cambaridae. IUCN kategoriserar arten globalt som sårbar. Inga underarter finns listade i Catalogue of Life.